# Rieder-Haus (Althofen)

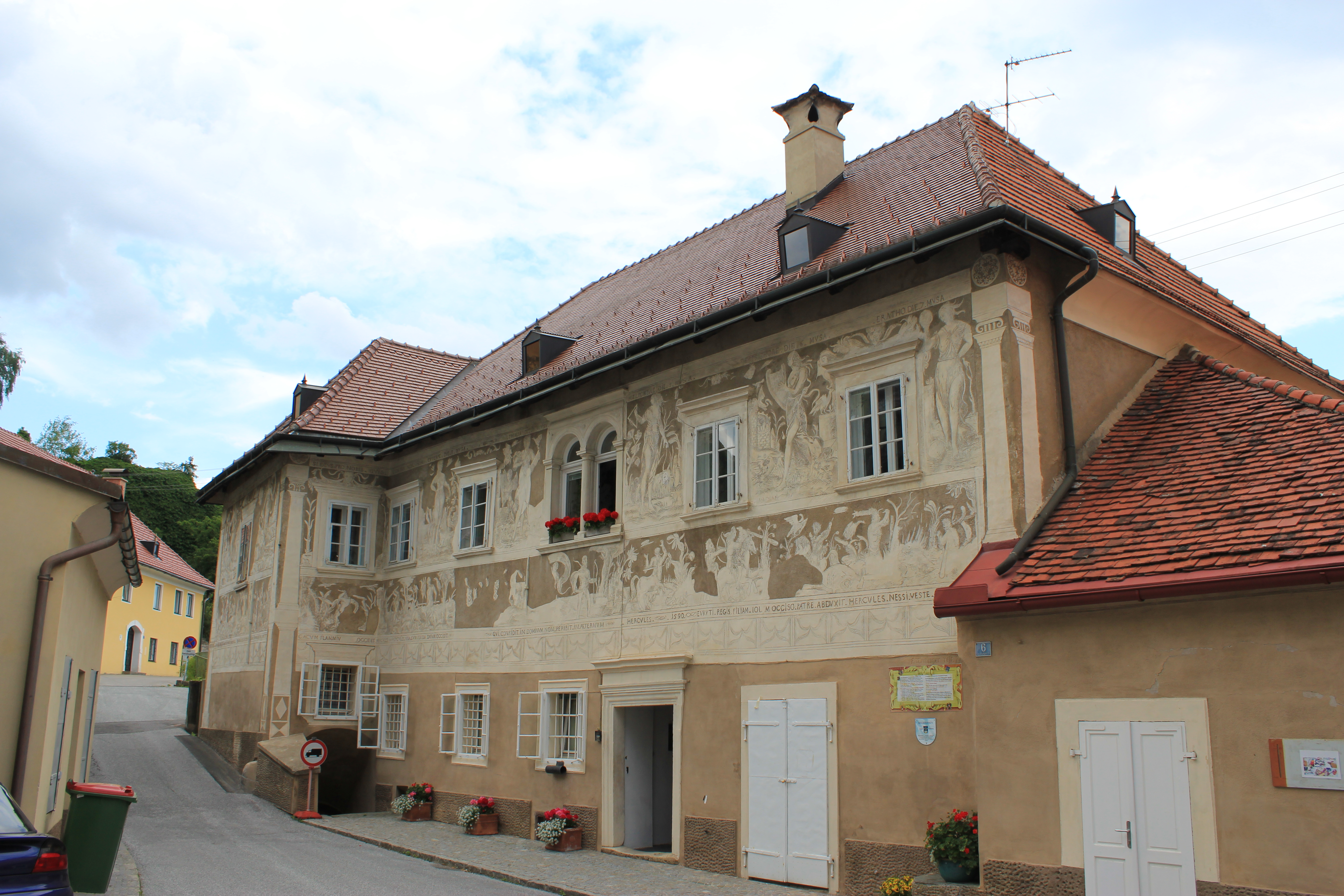

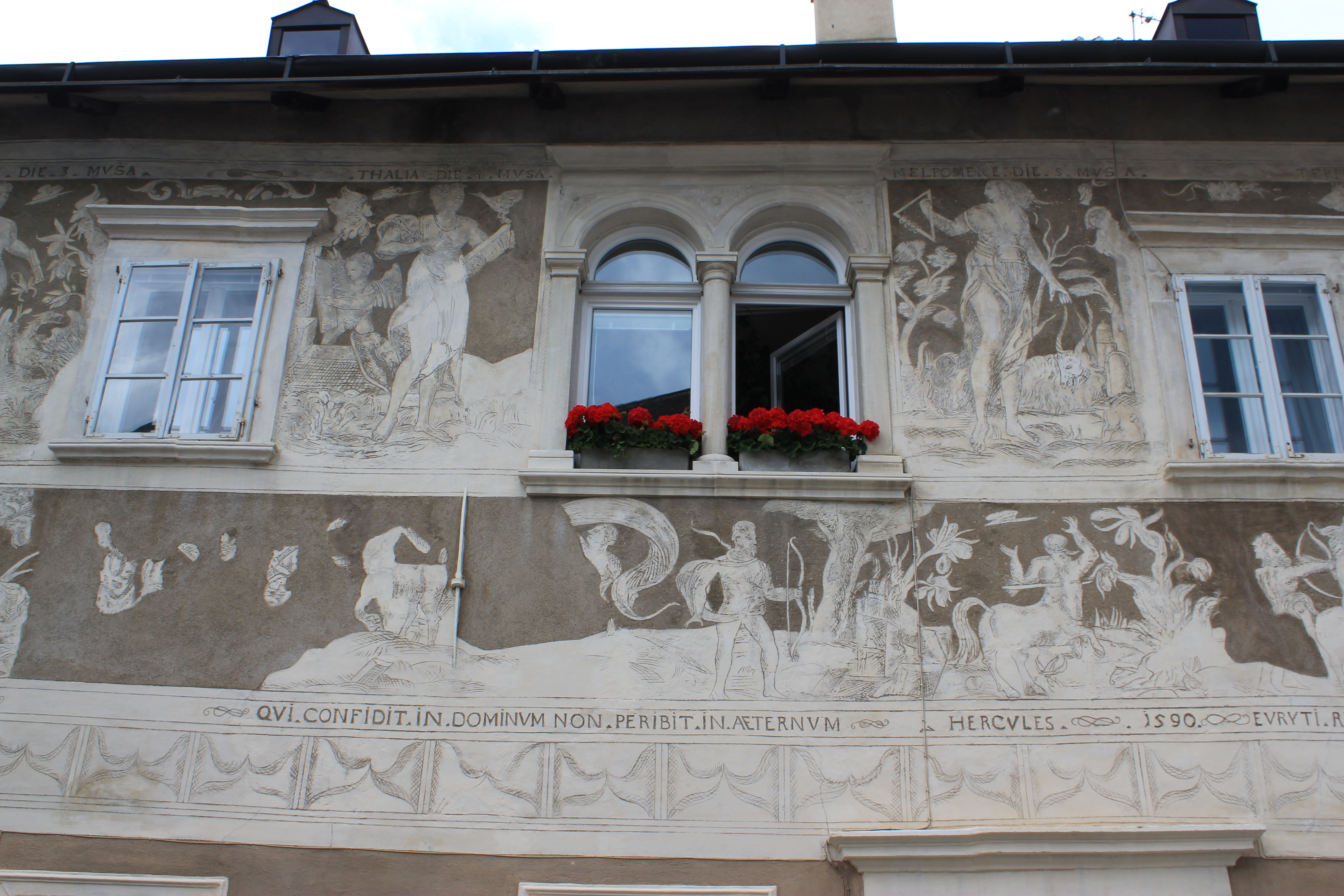
Ausschnitt

Das Rieder-Haus am Salzburger Platz in Althofen ist ein Renaissancebau vom Ende des 16. Jahrhunderts. Das Gebäude besitzt ein Renaissanceportal mit einer Eisenplattentüre, ein Zwillingsfenster und Renaissancefenstergewände. Die mit 1590 bezeichnete Sgraffitodekoration gehört zu den künstlerisch bedeutendsten in Österreich.

## Sgraffitofries
Das Fries beginnt mit einem schmalen Sockel aus geschweiften Diamantquadern über dem Architrav des Hauptportals bzw. über den ebenerdigen Fenstern. Darüber sind in einem Band, das bis unter die Fensterbank der Fenster des ersten Stockwerks reicht, in Szenen die Heldentaten des Herakles dargestellt. Zwischen den Fenstern sind die neun Musen wiedergegeben. Die dargestellten Musen sind: (von links nach rechts) Urania, Klio, Euterpe, Thalia, Melpomene, Terpsichore und Erato. Von den neun Musendarstellungen sind zwei an der Südwand des Hauses verloren gegangen.
Über den profilierten Steingesimsen der Fenster sind in der Mitte Masken mit liegenden, geschraubten Hörnern und über die Ecken hinabquellenden Tierformen zu sehen.